# Municipio de Cass (condado de Shelby)
El municipio de Cass (en inglés: Cass Township) es un municipio ubicado en el condado de Shelby en el estado estadounidense de Iowa. En el año 2010 tenía una población de 447 habitantes y una densidad poblacional de 4,78 personas por km².

## Geografía
El municipio de Cass se encuentra ubicado en las coordenadas 41°38′32″N 95°29′23″O / 41.64222, -95.48972. Según la Oficina del Censo de los Estados Unidos, el municipio tiene una superficie total de 93.53 km², de la cual 93,5 km² corresponden a tierra firme y (0,04 %) 0,04 km² es agua.

## Demografía
Según el censo de 2010, había 447 personas residiendo en el municipio de Cass. La densidad de población era de 4,78 hab./km². De los 447 habitantes, el municipio de Cass estaba compuesto por el 98,66 % blancos, el 0,22 % eran afroamericanos y el 1,12 % eran de una mezcla de razas. Del total de la población el 0 % eran hispanos o latinos de cualquier raza.